# Producte directe
En matemàtiques, sovint es pot definir un producte directe d'objectes coneguts, obtenint-ne un de nou. Aquest producte és generalment el producte cartesià dels conjunts subjacents, juntament amb una estructura adequadament definida en el conjunt producte cartesià.
Es parla, de manera més abstracta, del producte en la teoria de categories, que formalitza aquestes idees.
En són exemples el producte de conjunts (vegeu producte cartesià), de grups (descrit més avall), el producte d'anells i d'altres estructures algebraiques. El producte d'espais topològics n'és un altre exemple.
Hi ha també la suma directa - en algunes àrees això es fa servir de manera intercanviable, en altres que això és un concepte diferent.

## Exemples
- Si es pensa en {\displaystyle \mathbb {R} } com el conjunt de nombres reals, llavors el producte directe {\displaystyle \mathbb {R} \times \mathbb {R} } és precisament només el producte cartesià, {\displaystyle \{(x,y)|x,y\in \mathbb {R} \}}.

- Si es pensa en {\displaystyle \mathbb {R} } com el grup de nombres reals amb l'addició, llavors el producte directe {\displaystyle \mathbb {R} \times \mathbb {R} } encara consta de {\displaystyle \{(x,y)|x,y\in \mathbb {R} \}}. La diferència entre això i l'exemple anterior és que {\displaystyle \mathbb {R} \times \mathbb {R} } ara és un grup. També s'ha de dir com sumar els seus elements. Això es fa imposant {\displaystyle (a,b)+(c,d)=(a+c,b+d)}.

- Si es pensa en {\displaystyle \mathbb {R} } com l'anell de nombres reals, llavors el producte directe {\displaystyle \mathbb {R} \times \mathbb {R} } altra vegada consta de {\displaystyle \{(x,y)|x,y\in \mathbb {R} \}}. Per fer que això sigui un anell, es diu com se sumen els seus elements, {\displaystyle (a,b)+(c,d)=(a+c,b+d)}, i com es multipliquen {\displaystyle (a,b)(c,d)=(ac,bd)}.

- Tanmateix, si es pensa en {\displaystyle \mathbb {R} } com el cos de nombres reals, llavors el producte directe {\displaystyle \mathbb {R} \times \mathbb {R} } no existeix! Definint ingènuament {\displaystyle \{(x,y)|x,y\in \mathbb {R} \}} en una camí similar als exemples citats no resultaria en un cos ja que l'element {\displaystyle (1,0)} no té invers multiplicatiu.

De manera similar, es pot parlar del producte de més de dos objectes, per exemple {\displaystyle \mathbb {R} \times \mathbb {R} \times \mathbb {R} \times \mathbb {R} }. Es pot fins i tot parlar de producte d'una quantitat infinita d'objectes, per exemple. {\displaystyle \mathbb {R} \times \mathbb {R} \times \mathbb {R} \times \dotsb }.

## Producte directe de grups
En teoria de grups es pot definir el producte directe de dos grups (G, *) i (H, ●), denotat per G × H. Per a grups abelians que s'escriuen additivament, també es pot anomenar la suma directa de dos grups, denotats per {\displaystyle G\oplus H}.
Es defineix de la manera següent: 
- El conjunt dels elements del grup nou són el producte cartesià dels conjunts d'elements de G i H, això és {(g,h): g en G, h en H };
- En aquests elements s'afegeix una operació, definida element a element: (g, h) × (g' ,  h' ) = (g *  g' , h ●  h' )

(Fixeu-vos que l'operació * pot ser la mateixa que ●.)
Aquesta construcció dona un grup nou. Té un subgrup normal isomorf a G (donat pels elements de la forma (g, 1)) i un d'isomorf a H (que compren els elements (1, h)).
L'invers també es compleix, hi ha el teorema de reconeixement següent: Si un grup K conté dos subgrups normals G i H, tals que K = Gh i la intersecció de G i H conté només la identitat, llavors K és isomorf a G x H. Una relaxació d'aquestes condicions, que exigeixen només que un subgrup sigui normal, dona el producte semidirecte.
Com a exemple, agafeu com G i H dues còpies de l'únic (tret d'isomorfismes) grup d'ordre 2, C ₂: {1 a } i {1 b }. Llavors C ₂×C₂ = {(1,1), (1, b), (a,1), ( a,b)}, amb l'operació element per element. Per exemple, (1, b)*(a,1) = (1* a, b*1) = (a, b), i (1,b)*(1,b) = (1,b²) = (1,1).
Amb un producte directe, s'aconsegueixen alguns homomorfismes de grup naturals de franc: les aplicacions projecció
{\displaystyle \pi _{1}\colon G\times H\to G\quad \mathrm {per} \quad \pi _{1}(g,h)=g},
{\displaystyle \pi _{2}\colon G\times H\to H\quad \mathrm {per} \quad \pi _{2}(g,h)=h}
anomenades les funcions coordenades.
També, tot homomorfisme f en el producte directe queda totalment determinat per les seves funcions de components
{\displaystyle f_{i}=\pi _{i}\circ f}.
Per a qualsevol grup (G, *), i qualsevol enter n ≥ 0, l'aplicació múltiple del producte directe dona el grup de totes les n -tuples Gn (per n =0 el grup trivial). Exemples:
- Zn
- Rn  (amb l'estructura addicional d'espai vectorial s'anomena espai euclidià, vegeu més avall)

## Producte directe de mòduls
El producte directe de mòduls (a no confondre amb el producte tensorial) és molt similar al definit per a grups a dalt, fa servir el producte cartesià amb l'operació d'addició que component a component, i la multiplicació escalar només distribuint-la sobre tots els components. Començant per R s'obté l'espai euclidià Rn, l'exemple prototípic d'un espai vectorial real n - dimensional. El producte directe de Rm i Rn és Rm + n.
Fixeu-vos que un producte directe per a un índex finit {\displaystyle \prod _{i=1}^{n}X_{i}} és idèntic a la suma directa {\displaystyle \bigoplus _{i=1}^{n}X_{i}}. La suma directa i el producte directe difereixen només per a índexs infinits, on els elements d'una suma directa són zero per a tot tret d'un nombre finit d'entrades. Són duals en el sentit de la teoria de categories: la suma directa és el coproducte, mentre que el producte directe és el producte.
Per exemple, considerant {\displaystyle X=\prod _{i=1}^{\infty }\mathbb {R} } i {\displaystyle Y=\bigoplus _{i=1}^{\infty }\mathbb {R} }, el producte directe infinit i la suma directa dels nombres reals. Només les successions amb un nombre finit d'elements diferents de zero són a Y. Per exemple (1,0,0,0...) és a Y però (1,1,1,1...) no hi és. Aquestes dues successions són al producte directe X; de fet Y és un subconjunt propi de X (és a dir Y ⊂X).

## Producte directe d'espais topològics
El producte directe per a una col·lecció d'espais topològics Xi per i a I, algun conjunt d'índex, una vegada més fa ús del producte cartesià
{\displaystyle \prod _{i\in I}X_{i}.}
Definir la topologia és una mica delicat. Per una quantitat infinita de factors, aquesta és la cosa òbvia i natural a fer: simplement considerar com a base de conjunts oberts la col·lecció de tots els productes cartesians de subconjunts oberts de cada factor:
{\displaystyle {\mathcal {B}}=\{U_{1}\times \cdots \times U_{n}\ |\ U_{i}\ \mathrm {open\ in} \ X_{i}\}.}
Aquesta topologia s'anomena la topologia producte. Per exemple, definint directament la topologia producte a R² pels conjunts oberts de R (unions disjuntes d'intervals oberts), la base d'aquesta topologia constaria de tots els conjunts disjunts de rectangles oberts al pla (coincideix amb la topologia mètrica habitual).
La topologia producte per a productes infinits canvia, i això té a veure amb la possibilitat de fer contínues totes les aplicacions projecció i convertir totes les funcions en el producte continu si i només si totes les seves funcions components són contínues (és a dir satisfer la definició categòrica de producte: els morfismes aquí són funcions contínues): es consideren com a base de conjunts oberts per ser la col·lecció de tots els productes cartesians de subconjunts oberts de cada factor, com abans, amb la provisió que els factos són tots trets de quantitats infinites de subconjunts:
{\displaystyle {\mathcal {B}}=\left\{\prod _{i\in I}U_{i}\ |\ (\exists j_{1},\ldots ,j_{n})(U_{j_{i}}\ \mathrm {open\ in} \ X_{j_{i}})\ \mathrm {and} \ (\forall i\neq j_{1},\ldots ,j_{n})(U_{i}=X_{i})\right\}.}
La topologia que sembla més natural seria, en aquest cas, prendre productes amb quantitat infinita de subconjunts oberts com abans, i això produeix una topologia una mica interessant, la topologia de caixa. Tanmateix no és massa difícil trobar (vegeu la topologia de caixa per a més d'un exemple) un grapat d'exemples de funcions de component contínues i la funció el producte dels quals no ho és. El problema que fa necessari el canvi es planteja en el fons pel fet que en la definició de topologia la intersecció de conjunts oberts només es garanteixi que sigui oberta per a quantitats finites de conjunts.
Els productes (amb la topologia producte) són bonics respecte a propietats que conserven dels seus factors; per exemple, el producte d'espais Hausdorff és Hausdorff; el producte d'espais connexos està connex, i el producte d'espais compactes és compacte. L'últim resultat, anomenat El teorema de Tychonoff, és també una forma equivalent de l'axioma d'elecció.
Per a més propietats i formulacions equivalents, vegeu la topologia producte.

## Producte directe de relacions binàries
En el Producte Cartesià de dos conjunts amb relacions binàries R i S, es defineix (a, b) T (c, d) com a R c i b S d. Si R i S són les dues relacions reflexives, irreflexives, transitives, simètriques, o asimètriques, T té la mateixa propietat. Combinant propietats se segueix que això també s'aplica en un preordre i en una relació d'equivalència. Tanmateix, si R i S són relacions totals, T en general no ho és.

## Producte de categories
Es pot fer abtracció del producte directe en una categoria arbitrària. En una categoria general, donada una col·lecció d'objectes Ai i una col·lecció de morfismes pi de A a Ai amb i estenent-se en algun conjunt d'índex I, un objecte A es diu que és un producte categòric en la categoria si, per a qualsevol objecte B i qualsevol col·lecció de morfismes fi de B a Ai, existeix un morfisme únic f de B a A tal que fi = pi f i aquest objecte A és únic. Això no solament funciona per a dos factors, sinó per a quantitats arbitràries (fins i tot infinits).
Per a grups de forma similar es defineix el producte directe d'una col·lecció més general, arbitrària de grups Gi per i en I, I un conjunt d'índex. Denotant el producte cartesià dels grups per G es defineixen la multiplicació a G amb l'operació de multiplicació component a component; i corresponent-se al pi en la definició de damunt són les aplicacions de projecció
{\displaystyle \pi _{i}\colon G\to G_{i}\quad \mathrm {by} \quad \pi _{i}(g)=g_{i}},
les funcions que porten {\displaystyle (g_{j})_{j\in I}} al seu i èsim component gi.

## Producte directe intern i extern
Alguns autors estableixen una distinció entre un producte directe intern i un producte directe extern. Si {\displaystyle A,B\subset X} i {\displaystyle A\times B\cong X}, llavors es diu que X és un producte directe intern (de A i B); si A i B no són subobjectes, llavors es diu que això és un producte directe extern.

## Mètrica i norma
Una mètrica en un producte cartesià d'espais mètrics, i una norma en un producte directe d'espais vectorials normats, es pot definir de diverses maneres, vegeu per exemple p-norma.